# Pseudomma chattoni
Pseudomma chattoni är en kräftdjursart som beskrevs av Mihai Bacescu 1941. Pseudomma chattoni ingår i släktet Pseudomma och familjen Mysidae. Inga underarter finns listade i Catalogue of Life.